# 愛媛テレメッセージ
愛媛テレメッセージ（えひめテレメッセージ）は、かつて1980年代後半から1990年代にかけて愛媛県をサービスエリアとしてポケットベルなどの事業を行っていた企業。

## 概要
当時はテレメの通称で知られ、1990年代中盤の爆発的なポケベル人気の中でNTTドコモと並んで加入者を急増させたが、その後ポケベル人気の中核をなしていた高校生から20代前半の若者らが携帯電話やPHSに急速に移行したことから基地局などの通信設備が過剰となり、その減価償却などに苦しむこととなった。

## 沿革
- 代表取締役社長　京河　雄喜
- 1987年
  - 7月20日 設立[1]
  - 9月25日 第一種通信事業許可[2]
- 1988年3月1日 開業[1][3]

## 通信端末
詳細はテレメッセージ内の通信端末を参照のこと。